# Grafheuvel van L'Anse Amour
De grafheuvel van L'Anse Amour is een 7500 jaar oude grafheuvel van de Maritiem-Archaïsche cultuur in de Oost-Canadese regio Labrador. Het is de oudst gekende grafheuvel uit de Nieuwe Wereld. 

## Ligging
De archeologische site bevindt zich 1 km ten noorden van L'Anse Amour, een klein gehucht in het uiterste zuiden van de regio Labrador. De plaats bevindt zich aan de gelijknamige inham van Forteau Bay, een kleine baai van de Straat van Belle Isle. De grafheuvel bevindt zich op een iets hoger gelegen gedeelte dat uitkijkt over die zeestraat (die 700 meter naar het zuidwesten toe ligt).

## Beschrijving

### Heuvel
Opgravingen en onderzoek van de grafheuvel in de jaren 1970 bracht aan het licht dat het een graf van een 12- à 13-jarig kind uit de Maritiem-Archaïsche cultuur betreft. De grafsite is ongeveer 7500 jaar oud, waardoor het de oudste grafheuvel en tegelijk het oudste uitgebreide grafmonument op het Amerikaanse continent is. De grafheuvel wordt eveneens getypeerd als de oudste ter wereld die zo'n grote complexiteit vertoond. Dit verwijst voornamelijk naar de grafgiften en bouw ervan, aangezien de heuvel zelf een diameter van 10 meter en een hoogte van één meter heeft. Hierdoor is hij moeilijk op te merken in het landschap en werd hij pas in 1974 door archeologen ontdekt.
Het grafmonument is daarnaast eveneens uitzonderlijk daar het gebouwd werd door een kleine groep nomadische jagers-verzamelaars. Over de hele wereld werden grafheuvels immers vrijwel uitsluitend door (semi-)sedentaire volkeren gebouwd die onder andere meer mankracht en meer ontwikkelde technologie voorhanden hadden.

### Graf en grafgiften
Het lichaam was bedekt met rode oker en ingewikkeld met huiden of berkenschors. Het lag met het gezicht naar beneden, een zeldzaamheid, in een wijde en diepe put. Bovenop de rug van het individu werd een grote steen geplaatst. Het kleine heuvelgraf werd bedekt met een laag van grote flagstones als laatste gedeelte van de ceremonie.
Het grafmonument bevatte een grote hoeveelheid grafgiften die een sterke connectie met zowel land als zee belichaamden. Het betrof onder andere een slagtand van een walrus, een fluit uit vogelbeen, speren gemaakt van zowel steen als kariboebeen, een vijzel voor ceremoniële verf gemaakt van een kariboegewei, een hanger en een harpoen. De gevonden harpoen betrof een toggling harpoon, een harpoen met een punt bestaande uit twee delen om zich vast te draaien in het zeezoogdier, en is de oudste harpoen van dit type die ooit gevonden is.
Naast het skelet van het kind bevonden zich vuurkuilen waarin zich sporen van geofferd voedsel (visbotten) bevonden. De rijkelijke begraving van het kind geeft aan dat hij (of misschien jonge adolescenten in het algemeen) mogelijks een belangrijke plaats innam bij de stam of dat zijn dood een speciale betekenis had. Een mogelijkheid die onder meer Jerkic naar voren schuift is dat de dood van het kind verbonden zou kunnen zijn aan een incident waaraan door de Indianen negatieve krachten toegekend werd. Dit zou mede de zware steen op de rug van het naar beneden gekeerde individu kunnen verklaren, als teneerdrukking van zowel geest als lichaam om alzo geen verdere invloed te hebben op de levenden.

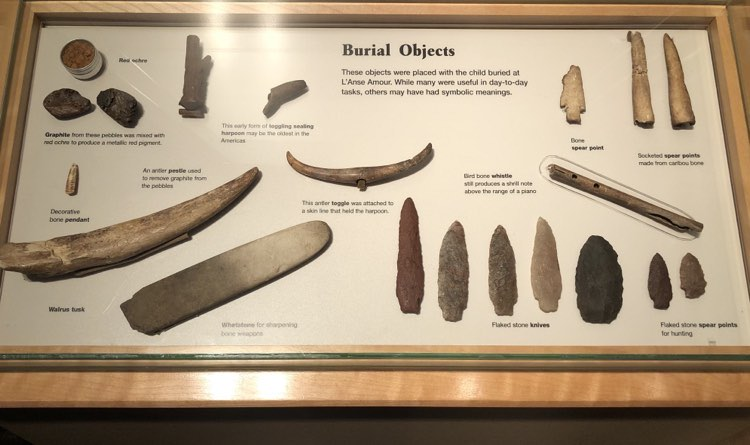
Grafgiften van de grafheuvel van L'Anse Amour tentoongesteld in het provinciale museum The Rooms

## Rest van de site
De grafheuvel van L'Anse Amour maakt deel uit van een 47 hectare metende archeologische site met sporen van continue menselijke aanwezigheid uit de periode tussen 7000 v.Chr. en 1500 v.Chr. (met beperkte sporen die lopen tot aan het begin van onze jaartelling). Het merendeel van de sporen betreft overblijfselen van verschillende kleine kampementen bestemd voor de zeehondenjacht, evenals grote aantallen klingen. Het is zowel een van de oudste als langst in gebruik zijnde archeologische sites van Indianen in Labrador.

## Erkenning
De grafheuvel werd in 1974 door archeologen ontdekt. Nadat het onderzoek het grote historische belang ervan blootlegde, werd hij tezamen met de omliggende site in 1978 erkend als National Historic Site of Canada. Er bevindt zich een permanente tentoonstelling over de site in het Labrador Straits Museum in de nabijgelegen gemeente L'Anse-au-Loup.